# Gallocantai-tó
A Gallocantai-tó (spanyolul: Laguna de Gallocanta, aragónul: Lacuna de Gallocanta) egy lefolyástalan sóstó a spanyolországi Zaragoza tartományban. Ez Nyugat-Európa egyik legjelentősebb sóstava.

## Leírás
A Gallocantai-tó Spanyolország középpontjától északkeletre, egy olyan sík medencében terül el Aragónia hegyei között, amely több mint 1000 méterrel fekszik a tenger szintje fölött. Közigazgatásilag Bello, Berrueco, Las Cuerlas, Gallocanta, Santed és Tornos községek területéhez tartozik.
Vizének sókoncentrációja és a tó vízszintje a csapadék mennyiségétől függően változik, legnagyobb mélysége esős időben meghaladhatja a két métert. Hosszúsága 7,5, szélessége 2,5 km körül van.
A helyszín madárvilágáról, elsősorban darvairól híres. Ősszel és telente ezek a vándormadarak igen nagy számban pihennek meg itt útjuk során: egy évben akár 60 000 példány is megszámolható belőlük. A tavat 1994-ben felvették a nemzetközi jelentőségű vizes élőhelyeket tartalmazó rámszari-listára is.
Bello és Tornos települések között egy látogatóközpontot is megnyitottak a turisták számára, valamint turistautak és kilátók is létesültek a térségben. A Gallocanta és Berrueco közötti út mentén található a gallocantai turisztikai hivatal épülete, ahol egy madármúzeumot rendeztek be.

## Képek

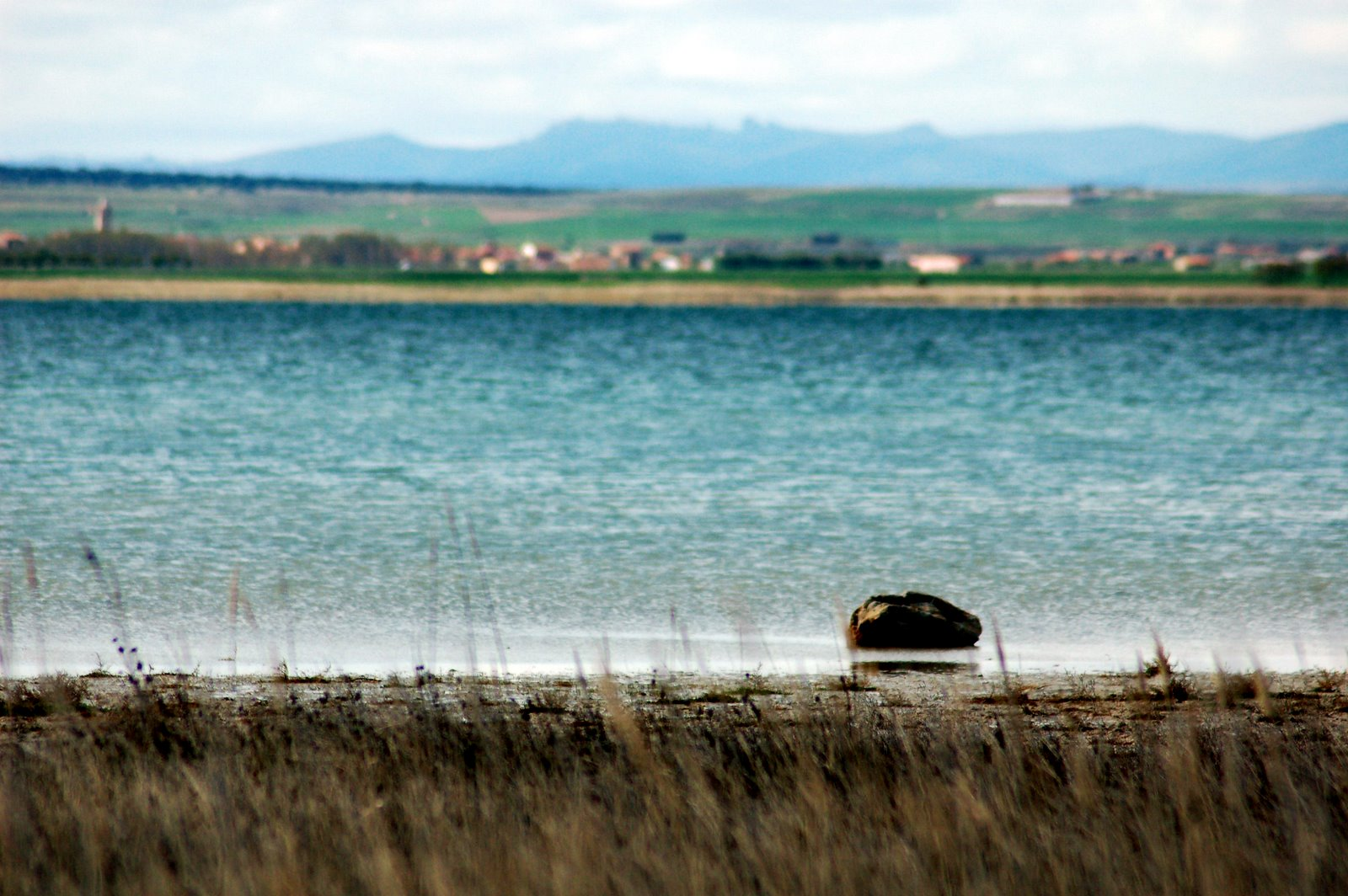
A tó látképe
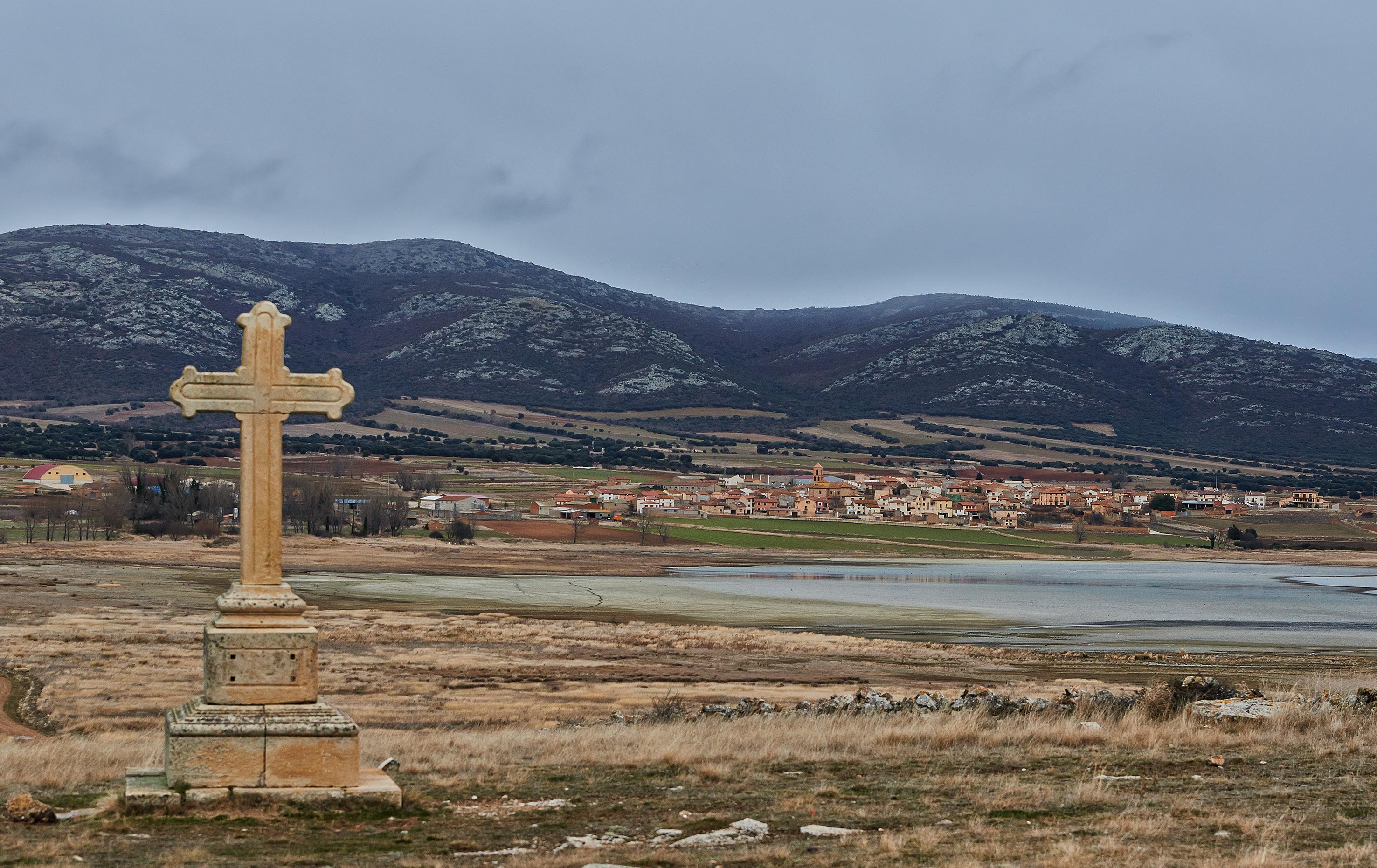
Tájkép kőkereszttel
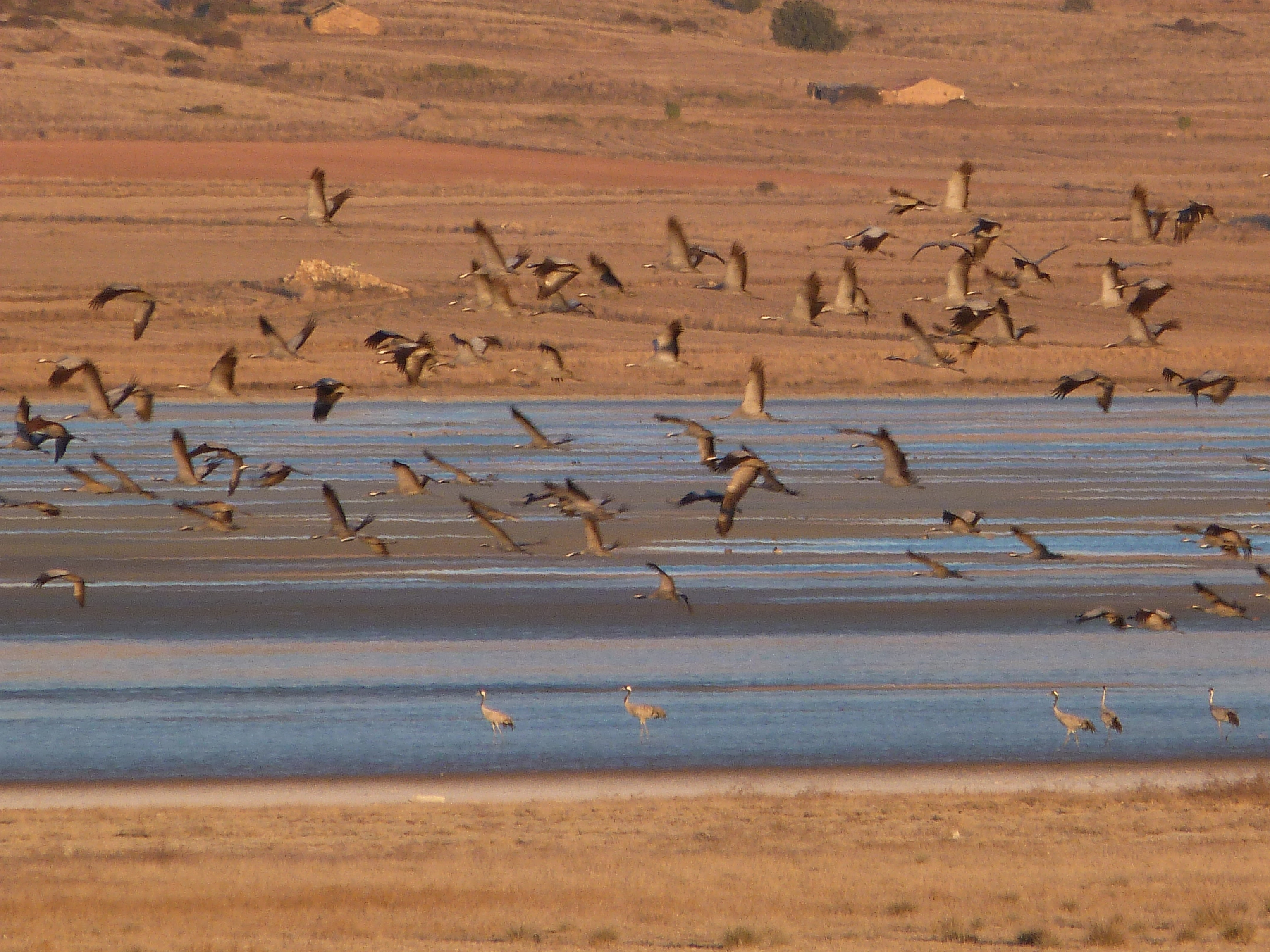
Madárvilág
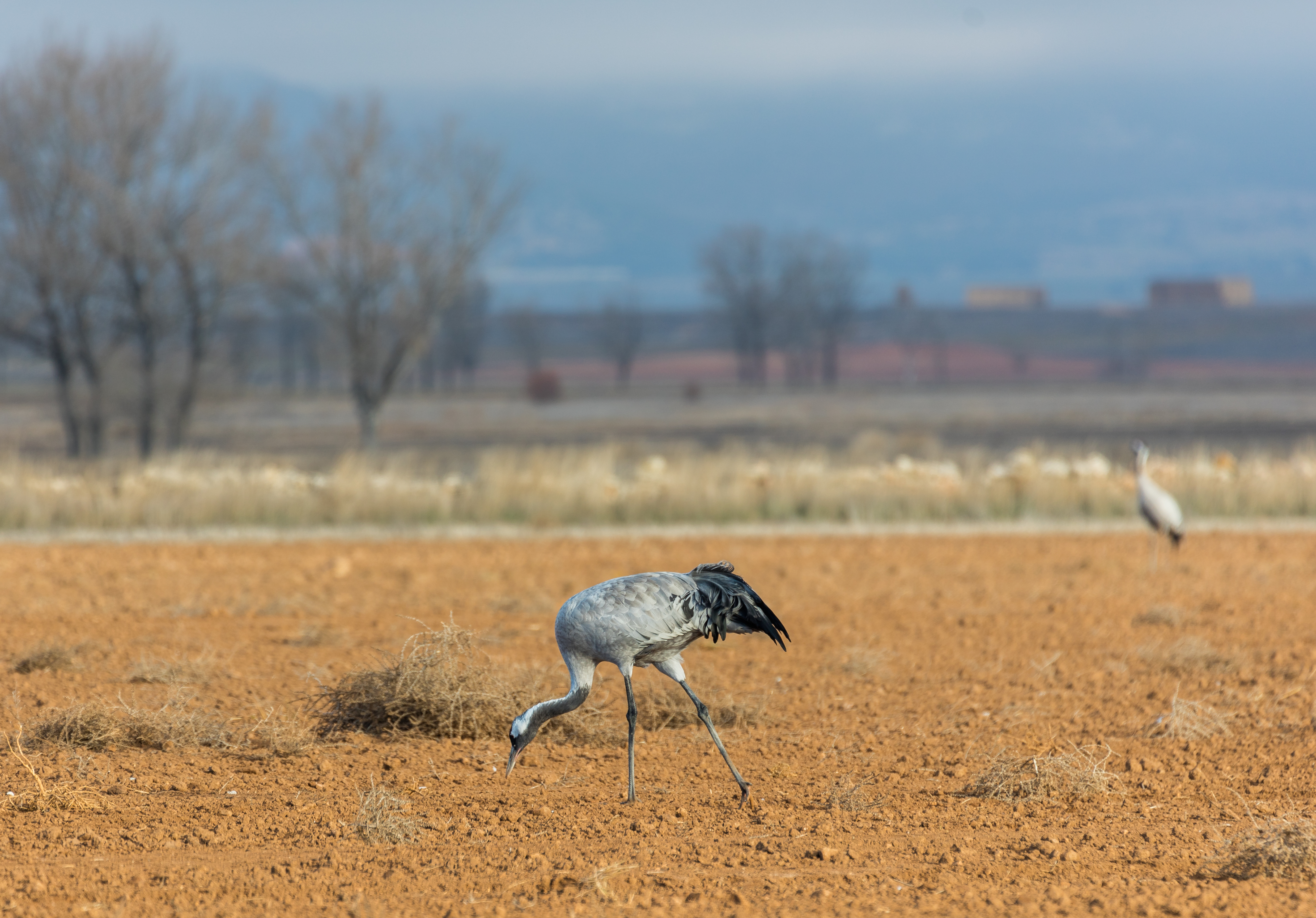
Daru a tó közelében